# 関藤成緒
関藤 成緒（せきとう なるお/せきふじ しげお、弘化2年（1845年）5月 - 明治39年（1906年））は、旧備後福山藩士、維新後に官吏、師範学校校長等を歴任。初名は大友平五郎、号は北涯。

## 経歴
江戸阿部家の福山藩邸において藩士・内藤延忠の次男として生まれ、明治4年（1871年）に頼山陽の弟子・関藤成章の養子となり家督を継ぐ。藩校・誠之館、江戸の文学寮で江木鰐水、濱野章吉、門田重長、北條益三郎、内田宣などに学び、明治2年（1869年）に慶應義塾に入学し、明治4年（1871年）卒業。次いで文部省に入り教科書編纂などに加わる。
明治7年（1874年）に一旦辞職し、官立新潟師範学校三等教諭を経て、東京府立第一中学校（現・日比谷高校）の開設に伴い、幹事となる（村上珍休が初代校長）。開設当時の府立一中では、体操の時間に撃剣をやっていたが、それを発案したのは成緒である。明治13年（1880年）に文部省に戻り、明治16年（1883年）秋田県師範学校校長兼任秋田中学校校長として赴任。このときの教え子に、のちに京大の至宝といわれるようになる内藤湖南がおり、成緒は湖南の才能をいち早く見抜いて、仏教雑誌『明教新誌』を主宰する大内青巒や、『日本人』の編集者・三宅雪嶺に湖南を紹介した。
その後、宮内省図書寮勤務を経て、明治26年（1893年）旧藩校・広島県福山尋常中学校校長となる。この他、東洋史・天文学など幅広く著書を執筆しており、Edward Augustus Freemanの世界史の著書『万国史要』1冊～12冊を翻訳出版した。

## 著書・訳書
- 『新撰支那小史』
- 『星学捷径』（訳）
- 『万国史要 ［第1冊］』
- 『学校用地文学解義』
- 『百科全書 食物製方』（訳）
- 『百科全書 地文学』（訳）
- 『百科全書 建築学』（訳）
- 『塞児敦氏 庶物指教』（永田健助共訳）
- 『北涯先生遺稿』（遺著）